# Ovotispa atricolor
Ovotispa atricolor es una especie de insecto coleóptero de la familia Chrysomelidae.
Fue descrita científicamente en 1928 por Pic.